# 全球管理教育联盟
全球管理教育聯盟（英語：CEMS - The Global Alliance in Management Education；簡稱CEMS，前身為歐洲管理學院共同體）是由世界頂尖的商學院和大學與跨國公司和非政府組織的合作。CEMS是由來自6大洲的34間於該國頂尖之商學院和來自世界各地的70多個企業合作夥伴及7個非政府組織所共同組成。CEMS負責管理頒發會員學校的CEMS MIM學位，支援CEMS校友會（CAA），並促進其成員之間的合作。
CEMS MIM學位在《金融時報》全球管理碩士排行榜和QS世界大學排名的管理學碩士排行榜長期穩居世界前10名。

## CEMS國際管理碩士
CEMS國際管理碩士（CEMS MIM）是由CEMS商學院和大學為其成員學校學生提供的一年制學位課程。於1988年由科隆大學、巴黎高等商業研究學院、ESADE商學院和博科尼大學共同創立，CEMS MIM是第一個跨國理科碩士。 CEMS的目標是為優秀的職前管理學碩士課程建立一個國際性標準，並為渴望帶領國際企業發展和方向的學生提供教育及研究。
CEMS MIM包括兩個基本學期（通常是母校的學位，如雪梨大學的Master of Management (CEMS)及香港科技大學的MSc in International Management），其中第二個學期在國外的CEMS成員大學中進行交換。除了完成母校的學位，從CEMS畢業也需要完成一個商業項目、技術研討會、國際實習及兩個外語考試。由於每所CEMS的成員大學都有錄取名額限制，因此選拔過程非常競爭，學校可能有先決條件要求，其中包括優良的學術成績以及必須擁有流利的外語能力，並且要求学生在申請CEMS MIM之前已經錄取或正在攻讀商學碩士學位，畢業生則是從母校和CEMS獲得學位，因此CEMS MIM常被稱為「雙學位課程」或「雙碩士」。

## 全球排名
自2005年金融時報創立全球管理碩士文憑排行榜以來，CEMS MIM一直穩居世界前10名。 
|                                                | 2019 | 2018 | 2017 | 2016   | 2015 | 2014 | 2013 | 2012 | 2011 | 2010 | 2009 | 2008 | 2007 | 2006 | 2005 |
| Financial Times Ranking （页面存档备份，存于） | 8    | 9    | 9    | 不適用 | 4    | 5    | 7    | 3    | 2    | 2    | 1    | 3    | 2    | 2    | 3    |

## CEMS學術成員
下列學校與CEMS合作提供國際管理碩士（CEMS Master's in International Management）:
| 国家／地區 | 大学                       |
| ---------- | -------------------------- |
| 日本       | 庆应义塾大学               |
|            | 高麗大學商學院             |
| 中国       | 清华大学经济管理学院       |
| 香港       | 香港科技大学商学院         |
| 新加坡     | 新加坡国立大学             |
| 印度       | 印度管理研究所加爾各答分校 |
| 土耳其     | 科奇大學商學院             |
|            | 雪梨大學商學院             |
| 俄羅斯     | 聖彼得堡國立大學管理學院   |
| 波蘭       | 華沙經濟大學               |
| 捷克       | 布拉格经济大学             |
| 匈牙利     | 布達佩斯考文紐斯大學       |
| 芬兰       | 阿尔托大学经济学院         |
| 瑞典       | 斯德哥尔摩经济学院         |
| 挪威       | 挪威經濟學院               |
| 丹麦       | 哥本哈根商学院             |
| 荷蘭       | 鹿特丹管理学院             |
| 德国       | 科隆大学                   |
| 比利时     | 魯汶管理學院               |
| 奥地利     | 維也納經濟大學             |
| 瑞士       | 圣加仑大学                 |
| 義大利     | 博科尼大学                 |
| 法國       | 巴黎高等商业研究学院       |
| 西班牙     | ESADE商學院                |
| 葡萄牙     | NOVA商業與經濟學院         |
| 英国       | 伦敦政治经济学院           |
| 爱尔兰     | 斯莫菲特商学院             |
| 埃及       | 開羅美國大學               |
| 南非       | 開普敦大學商學院           |
| 加拿大     | 艾菲商學院                 |
| 美国       | 康乃爾大學                 |
| 哥伦比亚   | 安第斯大學                 |
| 巴西       | EAESP FGV                  |
| 智利       | Universidad Adolfo Ibáñez  |

## CEMS企業合作夥伴
CEMS目前有總數70家以上的企業合作夥伴每年向該計劃提供財政補助和人力資源，包括舉辦技能課程，演講或邀請CEMS的學生出席公司的活動，讓學生了解企業的運作或協助解決問題。
| - A.T. Kearney - ABB - Airbus Group - Arçelik - Arla Foods - AstraZeneca PLC - Bank of Moscow - Barilla - Beiersdorf AG - BNP Paribas - BRF - Coloplast - Crédit Agricole S.A. - Daymon Worldwide - Deloitte Touche Tohmatsu - Deutsche Bank - Dropbox - EDP - Energias de Portugal, S.A. - EF Education First - ENGIE - Facebook - Fung (1937) Management Ltd. - GlaxoSmithKline - Google - Groupe SEB | - Grupa Azoty S.A. - Henkel AG & Co. KGaA - Hilti - HSBC - Indesit Company s.p.a. - ING - Kerry Group plc - KONE - Kowa Company, Ltd - L'Oréal - Lawson - LVMH - Maersk - MasterCard - McKinsey & Company - Millennium bcp - Banco Comercial Português - Mondi Europe & International - MVM - Natixis - Nokia Corporation - Nomura Securities Co, Ltd - Novo Nordisk - Oesterreichische Nationalbank - OMV Aktiengesellschaft | - OTP Bank - PricewaterhouseCoopers - Procter & Gamble - QBE Insurance Group Limited - Reckitt Benckiser - SABMiller plc - Salesforce - Schneider Electric - Shell - Siemens Management Consulting - ŠKODA AUTO a.s. - Société Générale - Statkraft AS - Statoil - Swiss RE - UBS - Unibail-Rodamco - UniCredit - Uniplaces - United Overseas Bank - Universum - Vodafone - Whirlpool - Wolseley Group - Zurich Financial Services |

## CEMS社會夥伴
CEMS最早的社會合作夥伴於2010年12月加入。這些非營利組織和非政府組織以與企業合作夥伴相同的方式為CEMS做出貢獻，包括錄取流程，管理，並且提供課程、實習和就業機會。這一新項目是CEMS主要可持續性發展的一部分。同樣地，CEMS還簽署了PRME（責任管理教育原則）倡議。
- CARE International
- Fairtrade Labelling Organizations International
- Transparency International
- United Nations Alliance of Civilizations (UNAOC)